# Leland H. Hartwell
Leland H. Hartwell, född 30 oktober 1939 i Los Angeles, Kalifornien, är en amerikansk biolog. Han tilldelades Nobelpriset i fysiologi eller medicin år 2001. Han tilldelades priset för sina "upptäckter rörande kontrollen av cellcykeln". Han delade priset med engelsmännen Tim Hunt och Sir Paul Nurse.
Hartwell doktorsexamen vid Massachusetts Institute of Technology 1964. 1968 blev han professor vid University of Washington. Från 1997 är han President och Director vid Fred Hutchinson Cancer Research Center.
Cellerna i kroppen har alla uppstått genom delning från en enda cell, den befruktade äggcellen. Även hos vuxna delar sig ständigt en enorm mängd celler för att ersätta de som dör. För att en cell ska kunna dela sig måste den tillväxa i storlek, kopiera sin arvsmassa och exakt fördela den till dottercellerna. Dessa processer samordnas i den s.k. cellcykeln.
Hartwell upptäckte en klass gener som kontrollerar cellcykeln. En av dessa gener har en central roll för att sätta igång varje ny cellcykel och kallas därför "start". Hartwell införde också begreppet kontrollstationer ("checkpoints") som innebär att cellcykeln stannar upp när cellens DNA utsätts för skada. Syftet är att arvsmassan ska hinna repareras innan cellen går vidare till nästa fas i cellcykeln. 
Sir Paul Nurse identifierade en av nyckelkomponenterna i kontrollen av cellcykeln, CDK (cyklinberoende kinas). Han visade att CDK har bevarat sin funktion genom evolutionen. CDK driver cellcykeln genom att kemiskt påverka (fosforylera) andra proteiner.
Hunt upptäckte de s.k. cyklinerna, d.v.s. de proteiner som reglerar CDK:s funktion. Han visade att cyklinerna bryts ned i samband med celldelningen, en mekanism som visat sig vara central för kontrollen av cellcykeln.
1998 tilldelades han Albert Lasker Basic Medical Research Award.